# TVP Białystok
TVP Białystok ist die regionale Niederlassung der Telewizja Polska für die Woiwodschaft Podlachien, die an alle Programme der TVP regionale Beiträge liefert. Sie hat ihren Sitz in Białystok in der ul. Włókiennicza 16A.

## FensterprogrammTVP3 Białystok
TVP3 Białystok ist das regionale Fensterprogramm, das auf TVP Regionalna ausgestrahlt wird. Bis zum 31. August 2013 wurden die Regionalfenster der 16 regionalen Sender auf TVP Info ausgestrahlt. Seit 2016 werden diese 18 Stunden lang auf dem Sender TVP3 ausgestrahlt. Über aktuelle Ereignisse in der Region berichtet die Hauptnachrichtensendung Obiektyw (dt. Objektiv).

Logo bis zum 31. August 2013
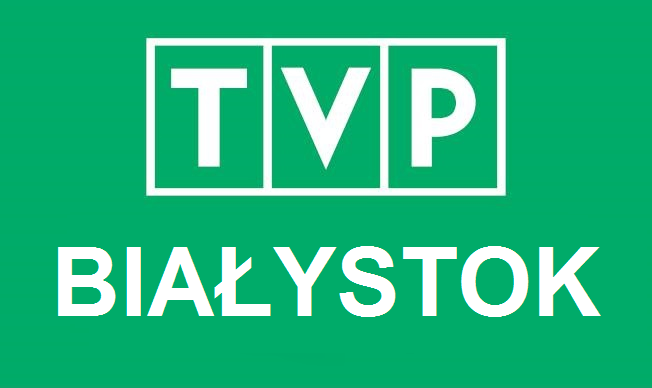
Logo vom 1. September 2013 bis 2016